# دون فراي
دونالد فري (بالإنجليزية: Don Frye) من مواليد 23 نوفمبر 1965 في سييرا فيستا، الولايات المتحدة،  هو ممثل وفنان أمريكي مختلط سابق في فنون القتال، ومصارع محترف. في MMA ، كان واحدًا من أوائل المقاتلين في الرياضة وفاز ببطولتي UFC 8 و Ultimate Ultimate 96 وانتهى بالمركز الثاني في UFC 10 في عامه الأول من المنافسة. تقاعد من MMA في عام 1997 لمتابعة مهنته في المصارعة المحترفة مع New Japan Pro-Wrestling (NJPW). بعد أن أمضى أربع سنوات كواحد من أفضل مصارعين جايجين في اليابان، عاد إلى MMA مع بطولة قتال الفخر في سبتمبر 2001.

## حياته المبكرة
ولد دون فراي من أصل أيرلندي واسكتلندي، وبدأ المصارعة في مدرسة بوينا الثانوية في سييرا فيستا، أريزونا ثم في الكلية لجامعة ولاية أريزونا في عام 1984، حيث تدرب على يد زميله في بطولة Ultimate Fighting Championship المستقبلية، ثم مساعد مدرب المصارعة دان سيفيرن. في عام 1987، فاز بأحداث السباحة الحرة والأحداث اليونانية الرومانية خلال تصفيات أولمبية. بعد ذلك بعام، انتقل إلى جامعة ولاية أوكلاهوما-ستيلووتر، حيث كان من بين زملائه زميله المستقبلي راندي كوتور.
بعد الكلية، تدرب فري في الملاكمة لمدة عام ونصف وظهر لأول مرة كمحترف في 28 أغسطس 1989 في فينيكس، بولاية أريزونا، وسجل خروج المغلوب في الجولة الأولى على لويس مورا. بعد ثماني نوبات على مدار الأربعة عشر شهرًا التالية، تقاعد وأصبح فنيًا طبيًا للطوارئ ورجل إطفاء في بيسبي، أريزونا. لقد حاصر اسم JR Frye في عدة مباريات بعد أن أجبر على تغيير اسمه بسبب نزاع تعاقدي. في مباراته الأخيرة في الملاكمة، خسر فري عن طريق الضربة القاضية الفنية أمام ديفيد كيلجور من سوميس، رفع سجله الاحترافي إلى فوزين وخمس خسائر وتعادل واحد. عمل فراي أيضًا في جناح للأمراض النفسية لكنه ترك هذا المنصب بعد كسر ذراع مريض أثناء تقييده. خلال هذا الوقت، درس أيضًا الجودو وحصل على رتبة الحزام الأسود الثاني.

## مهنة فنون القتال المختلطة

### بطولة القتال النهائي (1996)
في عام 1995، ساعد دون فراي في تدريب دان سيفيرن من أجل Ultimate Ultimate 1995، سرعان ما قفز إلى الرياضة المزدهرة لفنون القتال المختلطة بنفسه وانضم إلى بطولة القتال النهائي في العام التالي. ظهر لأول مرة في UFC 8 في Bayamón، بورتوريكو في 16 فبراير 1996، كان فري من بين المتنافسين الثمانية في بطولة الوزن المفتوح في تلك الليلة وكان واحدًا من اثنين من مقاتلي العصر المهرة في كل من الوقوف والقتال الأرضي، والآخر هو ماركو رواس. في ربع النهائي، سجل الرقم القياسي (منذ كسره دوان لودفيج وخورخي ماسفيدال) لأسرع خروج مغلوب في تاريخ بطولة القتال النهائي عندما أطاحت لكماته توماس راميريز بوزن 410 رطل في ثماني ثوانٍ فقط.

### مصارعة اليابان الجديدة للمحترفين (1997-2002 ، 2004)
بعد مغادرة UFC، ذهب فري إلى مصارعة محترفة وتلقى تدريبًا من قبل Brad Rheingans و Curt Hennig. ظهر لأول مرة في New Japan Pro-Wrestling (NJPW) في أغسطس 1997، بعد فوزه على Kazuyuki Fujita في أول مباراة له. بحلول عام 1998. في 4 أبريل 1998، فاز فري ببطولة Antonio Final Opponent وحصل على الحق في مصارعة مؤسس NJPW وأسطورة المصارعة أنطونيو إينوكي في مباراة اعتزاله، والتي جرت في وقت لاحق من تلك الليلة. خسر فري تلك المعركة. بعد مباراة قصيرة مع Kensuke Sasaki في نهاية ذلك العام، انضم فري إلى فريق Masahiro Chono الجديد، Team 2000 ، في أوائل عام 1999.

## التمثيل
بدأ دون فراي التمثيل في الأفلام مع Godzilla: Final Wars (2004)، حيث لعب دور الكابتن دوغلاس جوردون. اتضح أن عام 2005 كان عامًا مزدحمًا بالنسبة لـ Frye حيث ظهر عدة مرات. في كوميديا مصارعة رومانسية أخرى، لعب دور روكو بيدرا، والد عائلة مصارعة يحلم بتزويج طفلهم من مصارع مشهور. كما ظهر في No Rules ولعب دور البطولة في Nagurimono. في عام 2006، ظهر كعضو في جماعة الإخوان الآرية في Miami Vice، قدم صوته لـ The Ant Bully، وظهر في الكوميديا سجن Rob Schneider Big Stan، إلى جانب زملائه من الفنانين القتاليين المختلطين راندي كوتور وبوب ساب في عام 2007.
لعب وكيل مكتب التحقيقات الفدرالي كلارنس هيرت في فيلم أعداء عام ، للمخرج مايكل مان.
منذ أن تنافس في Pride FC، ظهر أيضًا في العديد من الإعلانات التجارية في اليابان. آخرها هو إعلان تليفزيوني لمنتج ياكيسوبا يسمى "UFO" أنتجه نيسين فودز (كان المسؤول التنفيذي من أشد المعجبين بفري). قد تُعزى شعبيته الكبيرة في اليابان في العقد الأول من القرن الحادي والعشرين إلى شخصيته"القديمة الطيبة القاسية المتسخة" التي تذكرنا بعمدة الشرطة في بعض الأفلام الأمريكية في عقد الستينيات.
ظهر فراي في حلقة من مسلسل It's Always Sunny في فيلادلفيا بعنوان "The Gang Wrestles for the Troops"، حيث لعب دور مصارع محترف تعرض للهجوم من قبل شخصية Roddy Piper "Da 'Maniac". ينسب له على موقع IMDb دوره كـ "معارضة المصارعة".
ظهر Frye أيضًا في إعلان جديد لفيلم AT&T المصغر لجهاز Blackberry Bold 9700 بعنوان "Stay One Step Ahead" خلال موسم العطلات لعام 2009.

## فيلموغرافيا
| سنة  | عنوان                                     | دور                                      | ملحوظات |
| ---- | ----------------------------------------- | ---------------------------------------- | ------- |
| 2004 | غودزيلا: الحروب النهائية                  | الكابتن دوغلاس جوردون                    |         |
| 2005 | لا قواعد                                  | 1978 مقاتلة                              |         |
| 2005 | ناجوريمونو: الحب والقتل                   | مجهول                                    |         |
| 2006 | نائب ميامي                                | شقيق آريان طويل الشعر                    |         |
| 2006 | المتنمر النملة                            | النمل الجندي                             | صوت     |
| 2006 | شرف                                       | شاي                                      |         |
| 2006 | مجرد كوميديا مصارعة رومانسية أخرى         | روكو بيدرا                               |         |
| 2007 | بيج ستان                                  | عضو دولة                                 |         |
| 2009 | اعداء الشعب                               | وكيل مكتب التحقيقات الفدرالي كلارنس هيرت |         |
| 2010 | 13                                        | المعالج رقم 1                            |         |
| 2012 | بدس بروك                                  | بروك بانون                               |         |
| 2013 | داخل                                      | أشيب الرجل                               | قصير    |
| 2014 | نوح                                       | محارب                                    |         |
| 2014 | العصا 10: الرابطة المتحدة للقوالب النمطية | مات نينيستر                              | صوت     |
| 2019 | الحيوان بيننا                             | بيرل وولف                                |         |

| سنة  | عنوان                        | دور          | ملحوظات                                    |
| ---- | ---------------------------- | ------------ | ------------------------------------------ |
| 2009 | الجو مشمس دائمًا في فيلادلفيا | خصم المصارعة | الحلقة: "The Gang Wrestles for the Troops" |

## البطولات و الجوائز

### الفنون القتالية المختلطة
- بطولة القتال النهائي
  - الفائز في بطولة UFC 8
  - الفائز في بطولة UFC Ultimate Ultimate 1996
  - الوصيف في بطولة UFC 10
  - واحد من اثنين فقط من المقاتلين اللذين فازا ببطولة UFC و Ultimate Ultimate Tournament ( دان سيفيرن )
  - تعادل ( سيرجي بافلوفيتش ) لثاني سلسلة انتصارات خروج المغلوب في تاريخ بطولة القتال النهائي (6)
  - جائزة اختيار عارض UFC
  - قاعة مشاهير UFC (جناح الرواد - فئة 2016)
  - النشرة الإخبارية للمصارعة
  - قتال العام (2002) - ضد يوشيهيرو تاكاياما في 23 يونيو

### مصارعة محترفة
- مصارعة اليابان الجديدة للمحترفين
  - أنطونيو إينوكي الفائز النهائي بدورة الخصم (1998)
  - رابطة العالم G-1 (2001)
  - قسم الكلاب الأكبر لـ Gaijin (2002)
- مصارعة المحترفين المصور
  - في المرتبة رقم 175 من أفضل 500 مصارع فردي في PWI 500 في عام 1999
  - المرتبة رقم 247 من أفضل 500 مصارع فردي في "سنوات PWI" في عام 2003

## انجازات الملاكمة المحترفة
| لا. | نتيجة | سِجِلّ   | الخصم        | يكتب | جولة الوقت   | تاريخ          | موقع                                                            | ملحوظات |
| --- | ----- | ----- | ------------ | ---- | ------------ | -------------- | --------------------------------------------------------------- | ------- |
| 8   | خسارة | 2-5-1 | ديفيد كيلغور | TKO  | 4 (4) ، 1:36 | 11 ديسمبر 1990 | ريسيدا كونتري كلوب ، ريسيدا ، كاليفورنيا ، الولايات المتحدة     |         |
| 7   | خسارة | 2-4-1 | ليون كارتر   | KO   | ؟ (4) ،      | 1 أكتوبر 1990  | تيخوانا ، المكسيك                                               |         |
| 6   | يرسم  | 2-3-1 | فريد هيث     | د    | 4            | 31 يوليو 1990  | ريسيدا كونتري كلوب ، ريسيدا ، كاليفورنيا ، الولايات المتحدة     |         |
| 5   | خسارة | 2-3   | ديفيد ديكسون | KO   | ؟ (4) ،      | 21 مايو 1990   | المنتدى الغربي العظيم ، إنجلوود ، كاليفورنيا ، الولايات المتحدة |         |
| 4   | خسارة | 2-2   | فريد هيث     | SD   | 4            | 27 مارس 1990   | ريسيدا كونتري كلوب ، ريسيدا ، كاليفورنيا ، الولايات المتحدة     |         |
| 3   | خسارة | 2-1   | روكي بيبلي   | KO   | ؟ (4) ،      | 24 أكتوبر 1989 | ريسيدا كونتري كلوب ، ريسيدا ، كاليفورنيا ، الولايات المتحدة     |         |
| 2   | يفوز  | 2-0   | تروي بودوين  | KO   | ؟ (4) ،      | 26 سبتمبر 1989 | ريسيدا كونتري كلوب ، ريسيدا ، كاليفورنيا ، الولايات المتحدة     |         |
| 1   | يفوز  | 1–0   | لويس مورا    | KO   | 1 (4) ،      | 28 أغسطس 1989  | منزل صن ديفيل ، تيمبي ، أريزونا ، الولايات المتحدة              |         |

| 8 معارك         | 2 انتصارات | 5 خسائر |
| --------------- | ---------- | ------- |
| بالضربة القاضية | 2          | 4       |
| بقرار           | 0          | 1       |
| تعادل           | 1          | 1       |

## انجازات الكيك بوكسينغ
| 0 انتصارات ، 1 خسارة ، 0 تعادلات              |       |               |               |                |                    |       |      |     |
| تاريخ                                         | نتيجة | الخصم         | حدث           | موقع           | طريقة              | دائري | وقت  | سِجِلّ |
| 2002-08-28                                    | خسارة | جيروم لو بانر | برايد شوك ويف | طوكيو، اليابان | KO (الخطاف الأيمن) | 1     | 1:30 | 0-1 |
| أسطورة : يفوز خسارة تعادل / لا مسابقة ملحوظات |       |               |               |                |                    |       |      |     |

## سجل فنون القتال المختلطة
| 31 تطابق        | 20 انتصارات | 9 خسائر |
| بالضربة القاضية | 8           | 5       |
| عن طريق التقديم | 10          | 2       |
| بقرار           | 1           | 2       |
| عن طريق التنحية | 1           | 0       |
| تعادل           | 1           | 1       |
| لا مسابقات      | 1           | 1       |

| الدقة.         | سِجِلّ        | الخصم             | طريقة                           | حدث                                 | تاريخ          | دائري | وقت   | موقع                                    | ملحوظات                                 |
| -------------- | ---------- | ----------------- | ------------------------------- | ----------------------------------- | -------------- | ----- | ----- | --------------------------------------- | --------------------------------------- |
| خسارة          | 20-9-1 (1) | روبن فيلاريال     | KO (اللكمات)                    | تحدي المصارع: ميغا ستارز            | 11 ديسمبر 2011 | 1     | 2:30  | لينكولن ، كاليفورنيا ، الولايات المتحدة |                                         |
| خسارة          | 20-8-1 (1) | ديف هيرمان        | TKO (اللكمات)                   | شارك معارك 6: نجوم وخطوط            | 12 سبتمبر 2009 | 1     | 1:00  | أماريلو ، تكساس ، الولايات المتحدة      |                                         |
| يفوز           | 20-7-1 (1) | ريتش موس          | التقديم (خنق خلفي عاري)         | معارك القرش 4: ريتشاردز ضد شونوفر   | 2 مايو 2009    | 1     | 2:48  | لوبوك ، تكساس ، الولايات المتحدة        |                                         |
| خسارة          | 19-7-1 (1) | إكوهيسا مينوا     | الخضوع (kneebar)                | عميق: المصارع                       | 16 أغسطس 2008  | 1     | 3:56  | أوكاياما ، اليابان                      |                                         |
| يفوز           | 19-6-1 (1) | بريان باردو       | KO (اللكمات)                    | NLF: الأيدي الثقيلة                 | 26 يناير 2008  | 1     | 0:47  | دالاس ، تكساس ، الولايات المتحدة        |                                         |
| خسارة          | 18-6-1 (1) | جيمس طومسون       | TKO (اللكمات)                   | كبرياء 34                           | 8 أبريل 2007   | 1     | 6:23  | سايتاما ، اليابان                       |                                         |
| يفوز           | 18-5-1 (1) | كيم مين سو        | KO (لكمة)                       | البطل 7                             | 9 أكتوبر 2006  | 2     | 2:47  | يوكوهاما ، اليابان                      |                                         |
| يفوز           | 17-5-1 (1) | يوشيهيسا ياماموتو | التقديم (خنق خلفي عاري)         | البطل 6                             | 5 أغسطس 2006   | 1     | 4:52  | طوكيو ، اليابان                         |                                         |
| يرسم           | 16-5-1 (1) | روبن فيلاريال     | يرسم                            | شركة ناقلات النفط الكويتية: المفترس | 13 مايو 2006   | 3     | 5:00  | جلوب ، أريزونا ، الولايات المتحدة       |                                         |
| يفوز           | 16-5 (1)   | أكيبونو           | الخضوع (خنق المقصلة)            | البطل 5                             | 3 مايو 2006    | 2     | 3:50  | طوكيو ، اليابان                         |                                         |
| خسارة          | 15-5 (1)   | يوشيهيرو ناكاو    | قرار (بالإجماع)                 | K-1 Premium 2004 Dynamite           | 31 ديسمبر 2004 | 3     | 5:00  | أوساكا ، اليابان                        |                                         |
| نورث كارولاينا | 15-4 (1)   | يوشيهيرو ناكاو    | NC (قطع ناتج عن ضربة رأس عرضية) | K-1 MMA ROMANEX                     | 22 مايو 2004   | 1     | 1:19  | سايتاما ، اليابان                       |                                         |
| خسارة          | 15-4       | غاري جودريدج      | KO (ركلة الرأس)                 | كبرياء شوك ويف 2003                 | 31 ديسمبر 2003 | 1     | 0:39  | سايتاما ، اليابان                       |                                         |
| خسارة          | 15-3       | مارك كولمان       | قرار (بالإجماع)                 | كبرياء 26                           | 8 يونيو 2003   | 3     | 5:00  | يوكوهاما ، اليابان                      |                                         |
| خسارة          | 15-2       | هيديهيكو يوشيدا   | التقديم الفني (armbar)          | كبرياء 23                           | 24 نوفمبر 2002 | 1     | 5:32  | طوكيو ، اليابان                         |                                         |
| يفوز           | 15-1       | يوشيهيرو تاكاياما | TKO (اللكمات)                   | الكبرياء 21                         | 23 يونيو 2002  | 1     | 6:10  | سايتاما ، اليابان                       | قتال العام (2002).                      |
| يفوز           | 14-1       | كين شامروك        | قرار (تقسيم)                    | الكبرياء 19                         | 24 فبراير 2002 | 3     | 5:00  | سايتاما ، اليابان                       |                                         |
| يفوز           | 13-1       | سيريل عبيدي       | التقديم (خنق خلفي عاري)         | Inoki Bom-Ba-Ye 2001                | 31 ديسمبر 2001 | 2     | 0:33  | سايتاما ، اليابان                       |                                         |
| يفوز           | 12-1       | جيلبرت إيفل       | DQ (تقطع العيون)                | كبرياء 16                           | 24 سبتمبر 2001 | 1     | 7:27  | أوساكا ، اليابان                        |                                         |
| يفوز           | 11-1       | إريك فالديز       | الخضوع (الاختناق)               | اتحاد المصارعة الموحد 5             | 20 يونيو 1997  | 1     | 0:49  | أماريلو ، تكساس ، الولايات المتحدة      |                                         |
| يفوز           | 10-1       | تانك ابوت         | التقديم (خنق خلفي عاري)         | التيميت التيميت 96                  | 7 ديسمبر 1996  | 1     | 1:22  | برمنغهام ، ألاباما ، الولايات المتحدة   | يفوز ببطولة Ultimate Ultimate 96.       |
| يفوز           | 9-1        | مارك هول          | التقديم (قفل أخيل)              | التيميت التيميت 96                  | 7 ديسمبر 1996  | 1     | 0:20  | برمنغهام ، ألاباما ، الولايات المتحدة   | UFC Ultimate Ultimate 1996 نصف النهائي. |
| يفوز           | 8-1        | غاري جودريدج      | الخضوع (التعب)                  | التيميت التيميت 96                  | 7 ديسمبر 1996  | 1     | 11:19 | برمنغهام ، ألاباما ، الولايات المتحدة   | UFC Ultimate Ultimate 1996 ربع النهائي. |
| يفوز           | 7-1        | مارك هول          | الخضوع (خنق الساعد)             | يو اليابان                          | 17 نوفمبر 1996 | 1     | 5:29  | اليابان                                 |                                         |
| خسارة          | 6-1        | مارك كولمان       | TKO (اللكمات)                   | UFC 10                              | 12 يوليو 1996  | 1     | 11:34 | برمنغهام ، ألاباما ، الولايات المتحدة   | لبطولة بطولة UFC 10.                    |
| يفوز           | 6-0        | بريان جونستون     | TKO (الخضوع للكوع)              | UFC 10                              | 12 يوليو 1996  | 1     | 4:37  | برمنغهام ، ألاباما ، الولايات المتحدة   | نصف نهائي بطولة UFC 10.                 |
| يفوز           | 5–0        | مارك هول          | TKO (اللكمات)                   | UFC 10                              | 12 يوليو 1996  | 1     | 10:21 | برمنغهام ، ألاباما ، الولايات المتحدة   | بطولة UFC 10 ربع النهائي.               |
| يفوز           | 4-0        | أماوري بيتيتي     | TKO (اللكمات)                   | UFC 9                               | 17 مايو 1996   | 1     | 9:22  | ديترويت ، ميشيغان ، الولايات المتحدة    |                                         |
| يفوز           | 3–0        | غاري جودريدج      | TKO (الخضوع لللكمات)            | UFC 8                               | 16 فبراير 1996 | 1     | 2:14  | بايامون ، بورتوريكو                     | يفوز ببطولة UFC 8.                      |
| يفوز           | 2-0        | سام آدكنز         | TKO (توقف الطبيب)               | UFC 8                               | 16 فبراير 1996 | 1     | 0:48  | بايامون ، بورتوريكو                     | نصف نهائي بطولة UFC 8.                  |
| يفوز           | 1–0        | توماس راميريز     | KO (لكمة)                       | UFC 8                               | 16 فبراير 1996 | 1     | 0:08  | بايامون ، بورتوريكو                     | بطولة UFC 8 ربع النهائي.                |

## روابط خارجية
- دون فراي على موقع IMDb (الإنجليزية)
- دون فراي على موقع قاعدة بيانات الفيلم (الإنجليزية)
- دون فراي على موقع بوكس ريك (الإنجليزية) (registration required)
- دون فراي على موقع يو إف سي (الإنجليزية)
- دون فراي على موقع شيردوغ (الإنجليزية)
- دون فراي على موقع Tapology.com (الإنجليزية)
- دون فراي على موقع WrestlingData.com (الإنجليزية)
- دون فراي على موقع CageMatch worker (الإنجليزية)
- دون فراي على موقع قاعدة بيانات المصارعة على الإنترنت (الإنجليزية)
- دون فراي على موقع عالم المصارعة على الإنترنت (الإنجليزية)
- دون فراي على موقع عالم المصارعة على الإنترنت (الإنجليزية)